# Levsja (film fra 1987)
 For alternative betydninger, se Levsja. (Se også artikler, som begynder med Levsja)
Levsja (russisk: Левша) er en sovjetisk spillefilm fra 1987 instrueret af Sergej Ovtjarov. Filmen er en filmatisering af Nikolaj Leskovs novelle af samme navn fra 1881.

## Medvirkende
- Nikolaj Stotskij
- Vladimir Gostjukhin - Platov
- Leonid Kuravljov - Aleksandr I
- Jurij Jakovlev - Nikolaj I
- Lev Lemke